# Toyota 88C
Chronologie des modèles
Toyota 87C Toyota 89C-V
La Toyota 88C est une voiture de course construite par Toyota destinée à participer au championnat du monde des voitures de sport, aux 24 Heures du Mans, au championnat du Japon de sport-prototypes et au championnat IMSA GT. Le châssis est conçu par Dome (entreprise)
Les 24 Heures du Mans de 1988 sont considérées comme l’une des courses phares de l’ère des Groupe C. Cette année là, on compte pas mal d’équipes usine et de constructeurs représentés comme Porsche avec des autos usine et privées, Jaguar avec cinq XJR-9, deux Nissan R88C, deux Sauber C9 (qui seront retirées après la première journée d’essais), deux March, trois Mazda et deux WM.
Deux Toyota 88C sont également alignées. L’une est sponsorisée par Minolta et l’autre par Taka-Q. Ces couleurs jaune, noir et blanc ont été rendues célèbres par le sponsor New Man sur la Porsche Joest Racing, double vainqueur au Mans en 1984 et 1985. La 88C a capitalisé sur les dures leçons apprises avec son prédécesseur et, bien que toutes deux partagent la désignation de châssis 87C, la voiture de 1988 a constitué une amélioration significative.
La 88C a capitalisé sur les dures leçons apprises avec son prédécesseur et, bien que toutes deux partagent la désignation de châssis 87C, la voiture de 1988 a constitué une amélioration significative. En suivant un régime strict et en se concentrant sur une conception du châssis le rendant plus agile, Toyota utilise un moteur turbo quatre cylindres de 2,1 litres. Le résultat est que le poids total n’était que de 760 kg (les Jag pesaient près de 900 kg) et que la puissance est annoncée à 650 chevaux.
Le châssis 87C-007 a fait ses débuts aux 500 km de Fuji en mars 1988 et a commencé une série de trois top 10 dans le All Japan Sports Prototype Championship avant de faire le voyage vers la France pour la cinquième manche du championnat du monde des voitures de sport : les 24 Heures du Mans. Paolo Barilla (ancien vainqueur), Hitoshi Ogawa et Tiff Needell excellent dans les qualifications et placent la Toyota #37 sur la 5ème ligne de la grille de départ.
Pendant la course, deux sorties dans le bac à graviers coûtent cher à la#37 et la 87C-007 termine à la 24e place. Le potentiel est pourtant prouvé, la Toyota Minolta #36 de Geoff Lees, Masanori Sekiya, Kaoru Hoshino finissant à la 12e place.
La 88C repart au Japon pour y disputer les 500 km de Fuji avec le même équipage (abandon) avant de prendre, en 1989, la direction des Etats-Unis et l’IMSA. Engagée sous la bannière de l’équipe All American Racers Team (AAR), notre 87C-007 est, entre autres, pilotée par Juan Manuel Fangio II et obtient deux pole positions, trois podiums et quatre places dans le top 5.
La carrière de la 87C-007 a la particularité de comprendre les trois grandes courses d’Endurance au monde ens prototypes à savoir Le Mans, Daytona et Sebring.

## Résultats sportifs
| Course            | Date          | no | Écurie             | Pilotes                                  | Châssis                    | Classement |
| Course            | Date          | no | Écurie             | Pilotes                                  | Moteur                     | Classement |
| ----------------- | ------------- | -- | ------------------ | ---------------------------------------- | -------------------------- | ---------- |
| 24 Heures du Mans | 11 au 12 juin | 36 | / Toyota TeamTOM'S | Geoff Lees Masanori Sekiya Kaoru Hoshino | 87C-008                    | 12e        |
| 24 Heures du Mans | 11 au 12 juin | 36 | / Toyota TeamTOM'S | Geoff Lees Masanori Sekiya Kaoru Hoshino | Toyota 3S-GT 2.1L Turbo I4 | 12e        |
| 24 Heures du Mans | 11 au 12 juin | 37 | / Toyota TeamTOM'S | Paolo Barilla Hitoshi Ogawa Tiff Needell | 87C-007                    | 24e        |
| 24 Heures du Mans | 11 au 12 juin | 37 | / Toyota TeamTOM'S | Paolo Barilla Hitoshi Ogawa Tiff Needell | Toyota 3S-GT 2.1L Turbo I4 | 24e        |

| Course          | Date   | no | Écurie             | Pilotes                    | Châssis                    | Classement |
| Course          | Date   | no | Écurie             | Pilotes                    | Moteur                     | Classement |
| --------------- | ------ | -- | ------------------ | -------------------------- | -------------------------- | ---------- |
| 480 km de Dijon | 21 mai | 36 | / Toyota TeamTOM'S | Johnny Dumfries Geoff Lees | 87C-009                    | 4e         |
| 480 km de Dijon | 21 mai | 36 | / Toyota TeamTOM'S | Johnny Dumfries Geoff Lees | Toyota 3S-GT 2.1L Turbo I4 | 4e         |

| Course            | Date          | no | Écurie             | Pilotes                                    | Châssis                    | Classement |
| Course            | Date          | no | Écurie             | Pilotes                                    | Moteur                     | Classement |
| ----------------- | ------------- | -- | ------------------ | ------------------------------------------ | -------------------------- | ---------- |
| 24 Heures du Mans | 10 au 11 juin | 38 | / Toyota TeamTOM'S | Kauro Hoshino Didier Artzet Keiichi Suzuki | 87C-009                    | Abandon    |
| 24 Heures du Mans | 10 au 11 juin | 38 | / Toyota TeamTOM'S | Kauro Hoshino Didier Artzet Keiichi Suzuki | Toyota 3S-GT 2.1L Turbo I4 | Abandon    |